# Observatoire de Juvisy-sur-Orge
L’observatoire de Juvisy-sur-Orge ou observatoire Camille-Flammarion est un observatoire astronomique fondé en 1883 par l'astronome français Camille Flammarion à Juvisy-sur-Orge.

## Historique
En 1882, Camille Flammarion reçoit l'ancien relais de poste À la Cour de France, où Napoléon avait appris la capitulation de Paris, d'un de ses admirateurs, Louis-Eugène Meret, riche négociant bordelais mort sans héritier, et s'empresse de le transformer en observatoire, grâce aux ventes de L'Astronomie populaire. Sur le portail d'entrée, il inscrit la devise Ad veritatem per scientam (Vers la vérité à l'aide de la science). L'observatoire est fréquenté pendant plus d'un demi-siècle et les observations qui y sont réalisées par Camille Flammarion et les astronomes font de la ville de Juvisy un haut lieu de la recherche scientifique jusqu'à la Seconde Guerre mondiale. En 1910, Camille Flammarion fait construire, par l'architecte Daniel Roguet, au-dessus de la porte d'entrée, un cadran solaire qui sera rénové en 1972, puis 1998. Il construit aussi dans le jardin un laboratoire météorologique et constitue une très importante bibliothèque scientifique. Il reçoit de nombreux hôtes de prestige, tels que Gustave Eiffel et Camille Saint-Saëns. C'est dans son cabinet de travail qu'il meurt, le 3 juin 1925, d'une crise cardiaque.

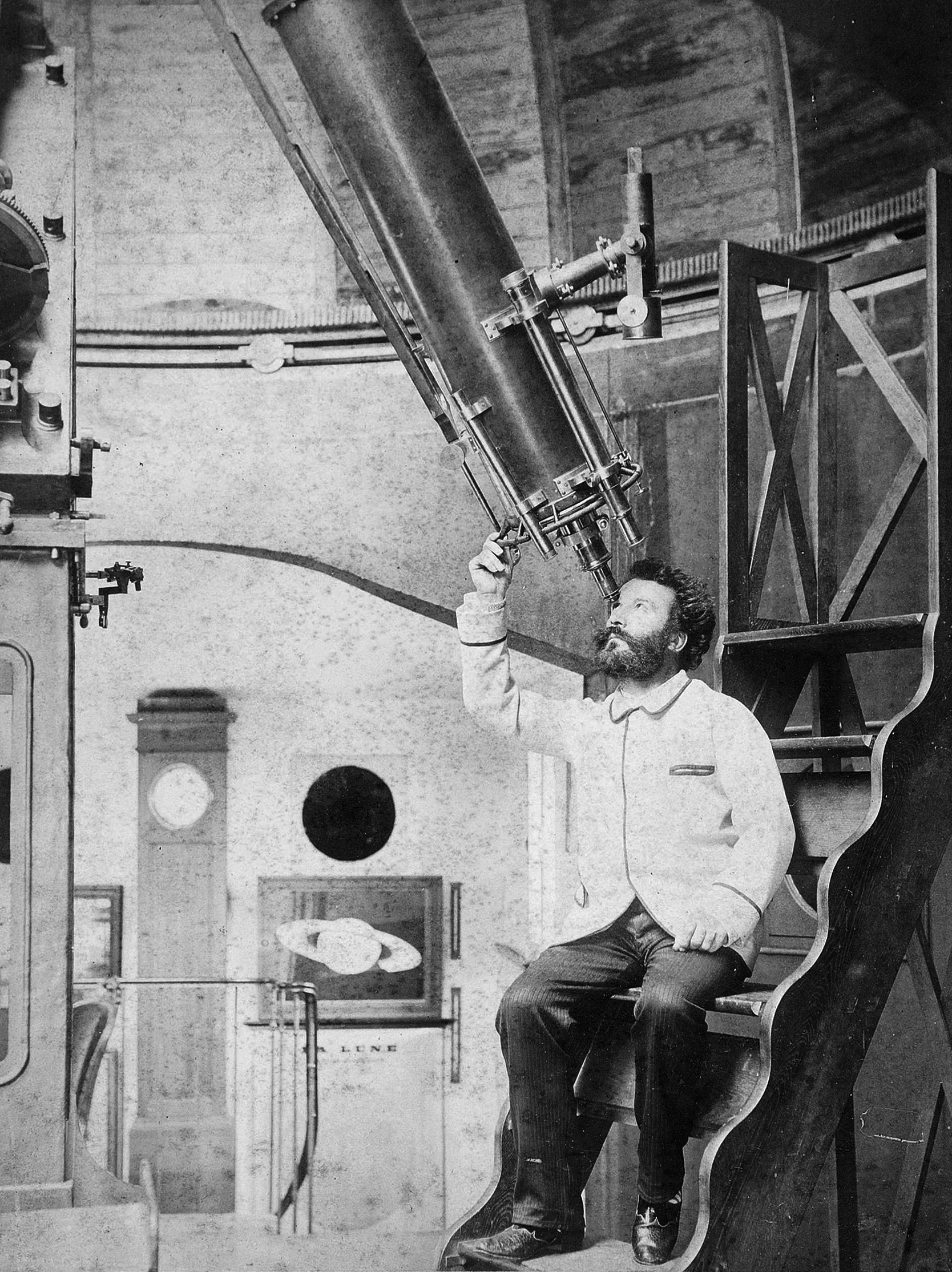
Flammarion dans son observatoire vers 1893

À la mort de Madame Gabrielle-Camille Flammarion, en 1962, l'observatoire est légué à la Société astronomique de France, cofondée par Flammarion, qui le loue pour 99 ans à la ville de Juvisy. En 1980, le bâtiment est inscrit à l'inventaire des monuments historiques. En 1997, puis en 2008, la collection des objets scientifiques de Camille Flammarion est aussi classée. Par décision de la Commission nationale des Monuments historiques en date du 28 septembre 2009, l'observatoire est désormais classé Monument Historique.
L'observatoire est actuellement en mauvais état. Cependant, la Société astronomique de France ne possède pas les crédits pour sa rénovation. La ville de Juvisy et la société astronomique de France travaillent à élaborer un projet redonnant à cet observatoire son statut de pôle culturel. Des études techniques et de faisabilité ont été réalisées en 2006.
Le 25 avril 2006, la Fondation Maxime Goury-Laffont a versé 20 000 euros pour la restauration de la lunette de Camille Flammarion. La lunette a été prise en charge pour restauration par la société TRASSUD et a été descendue de la coupole qui l'abritait depuis 1884. Le 2 juin 2007, durant une grande manifestation publique et en présence de nombreuses célébrités du monde de l'astronomie dont l'historien des sciences Owen Gingerich. Fin 2007, le principe de l'attribution d'une subvention de la municipalité de Juvisy-sur-Orge pour participation à la réalisation d'une première tranche de travaux est votée par le Conseil municipal. À l'initiative du député de l'Essonne Jean Marsaudon (décédé le 18 septembre 2008) une subvention d'un montant de 100 000 euros est votée par l'Assemblée nationale et notifiée en juin 2008, précédant l'attribution d'autres subventions (DRAC Île-de-France, municipalité de Juvisy-sur-Orge, conseil régional d'Île-de-France, conseil général de l'Essonne). Le 18 octobre 2008 le permis de construire nécessaire à l'accomplissement de cette première tranche de travaux est accordé. L'Année mondiale de l'astronomie, 2009, voit le début de la restauration complète de la partie centrale du bâtiment. Le retour de la lunette historique de Camille Flammarion dans un écrin d'exception, entièrement restitué dans sa configuration initiale est prévu mi-2010. La première tranche des travaux couvre un budget prévisionnel de 480 000 €, il en faut au total 2,5 millions pour restaurer l'ensemble pour un usage associatif et six pour rendre l'ensemble accessible au public.
Un comité de réflexion associe la Société astronomique de France (propriétaire), la municipalité de Juvisy-sur-Orge (emphytéote) et l'association « Les Amis de Camille Flammarion » (défense du patrimoine). Il existe également au sein de la Société astronomique de France un comité directeur de l'Observatoire Flammarion chargé des opérations.

## La lunette
La coupole de 5 mètres a été construite par l'ingénieur Adolphe Gilon. Elle abrite la lunette sur monture équatoriale de Camille Flammarion, qui a un diamètre de 240 mm et une distance focale de 3 600 mm. La lunette a été construit par Denis Albert Bardou, un fabricant d'optique parisien, pour un montant de 24 000 Francs or. Le choix de la lunette de Flammarion a été inspiré par un instrument similaire dans la tour ouest de l'Observatoire de Paris.

## Le parc de l'Observatoire
Camille Flammarion repose dans le parc sous une colonne entouré de ses deux épouses Sylvie Pétiaux et Gabrielle Renaudot Flammarion.

Tombe de Camille Flammarion et de ses deux épouses.
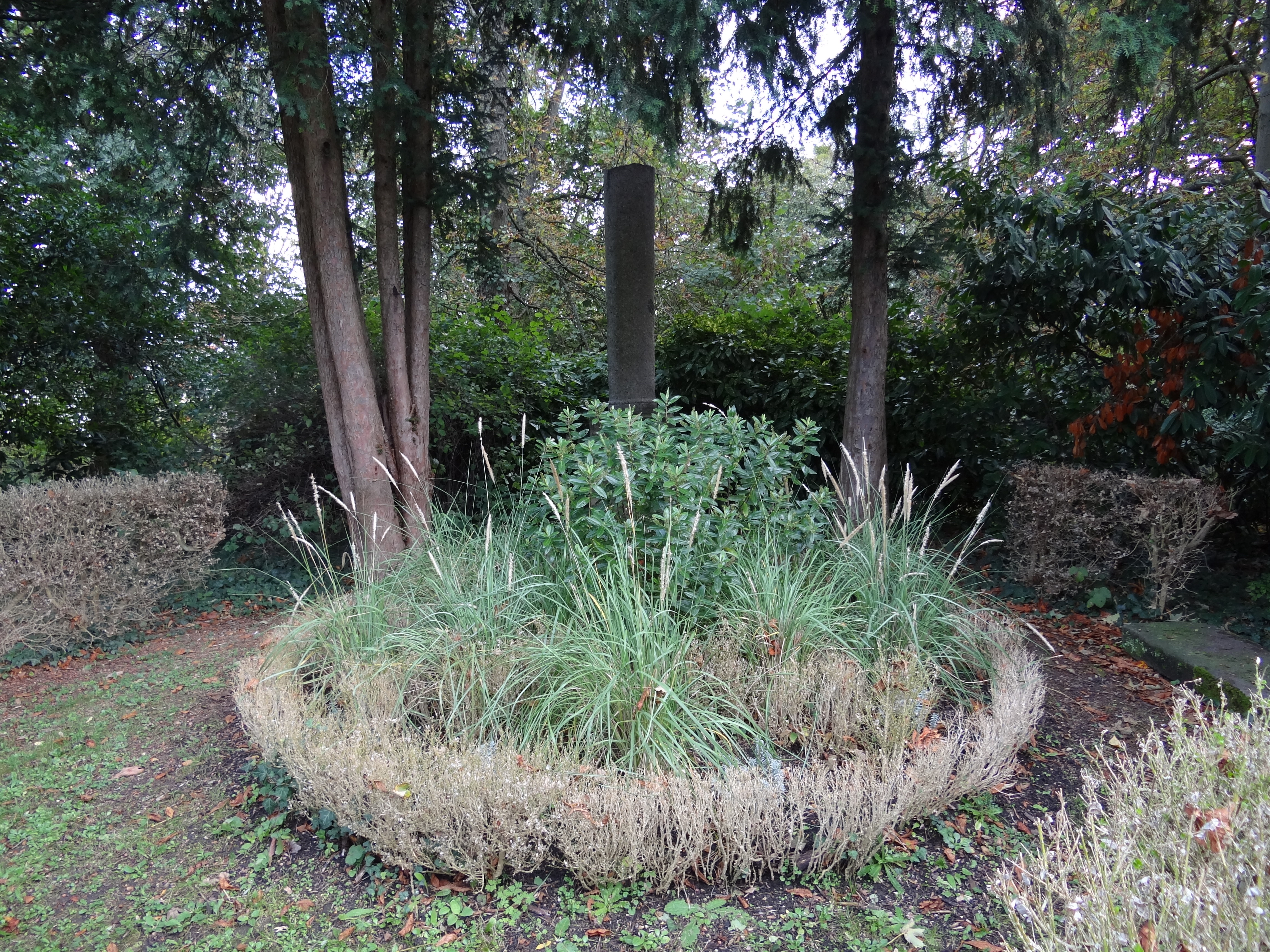
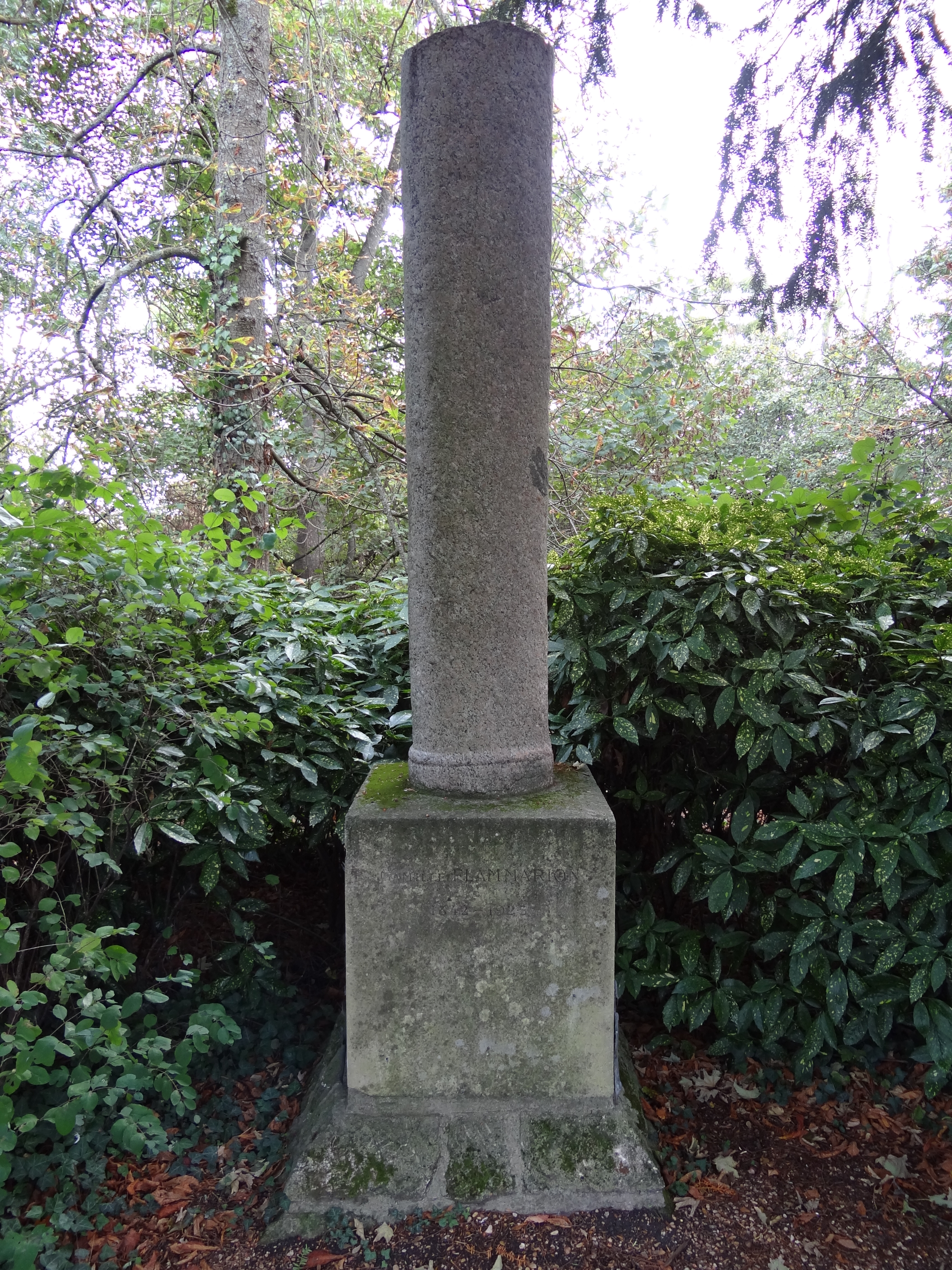
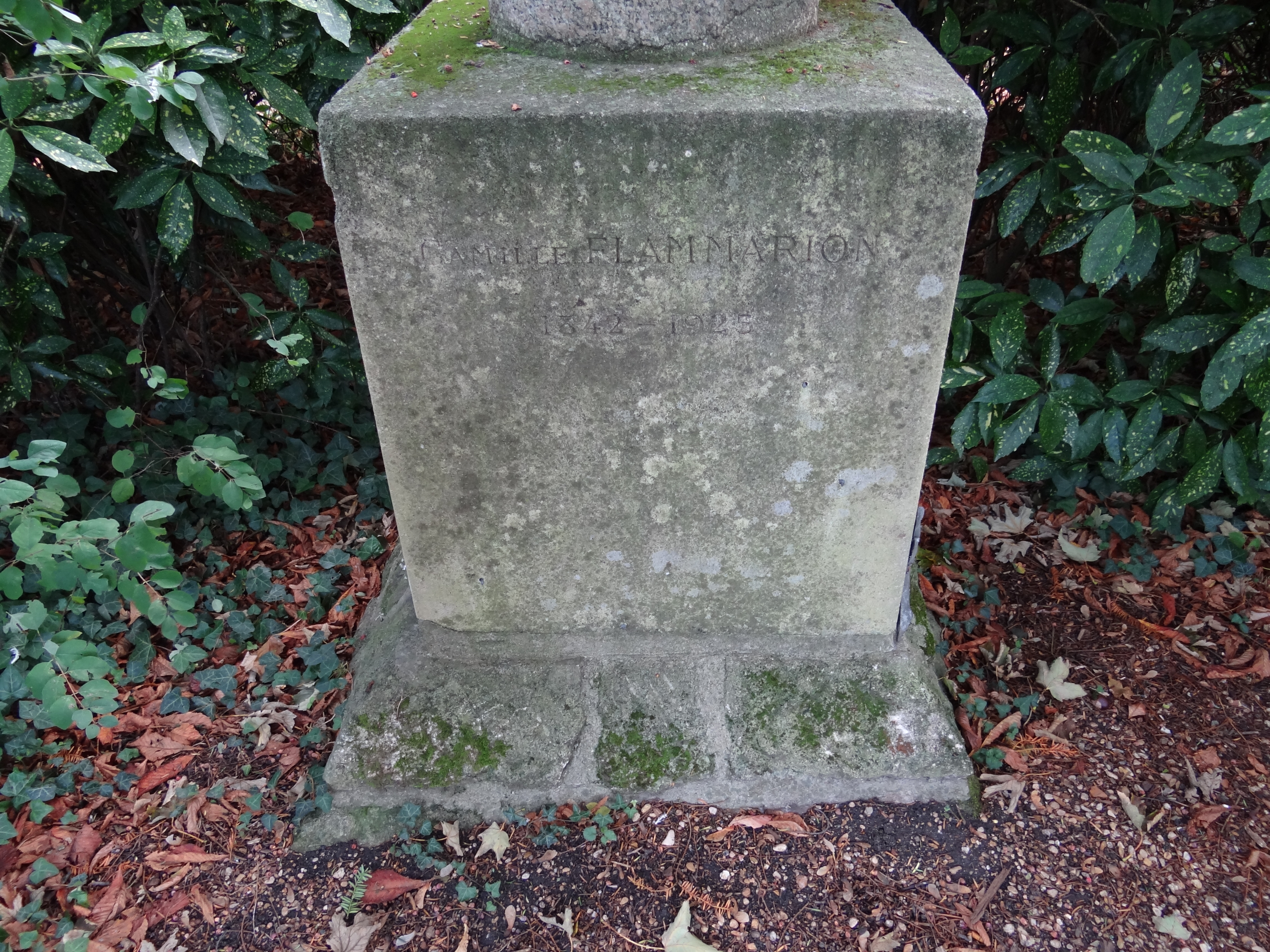
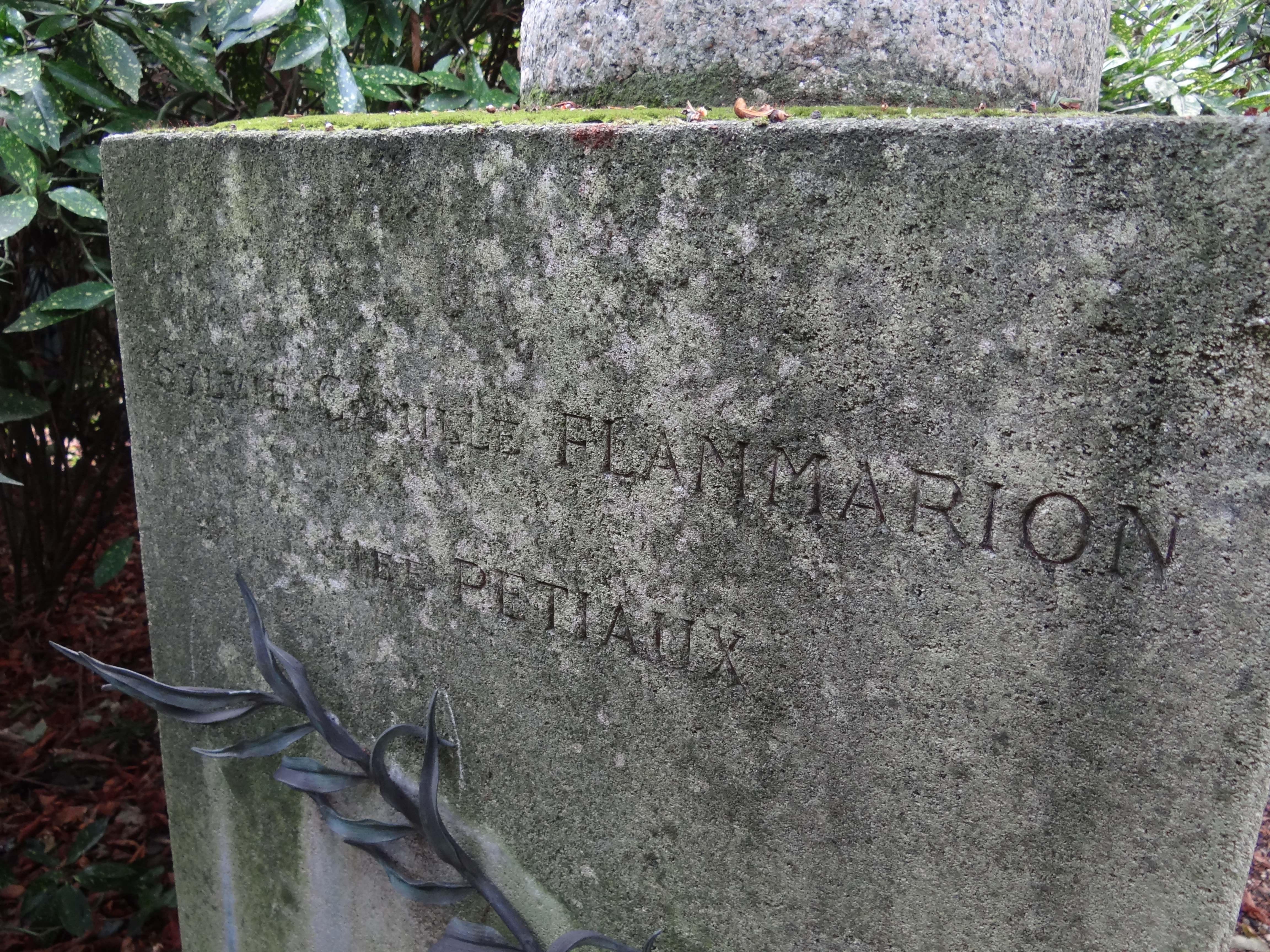
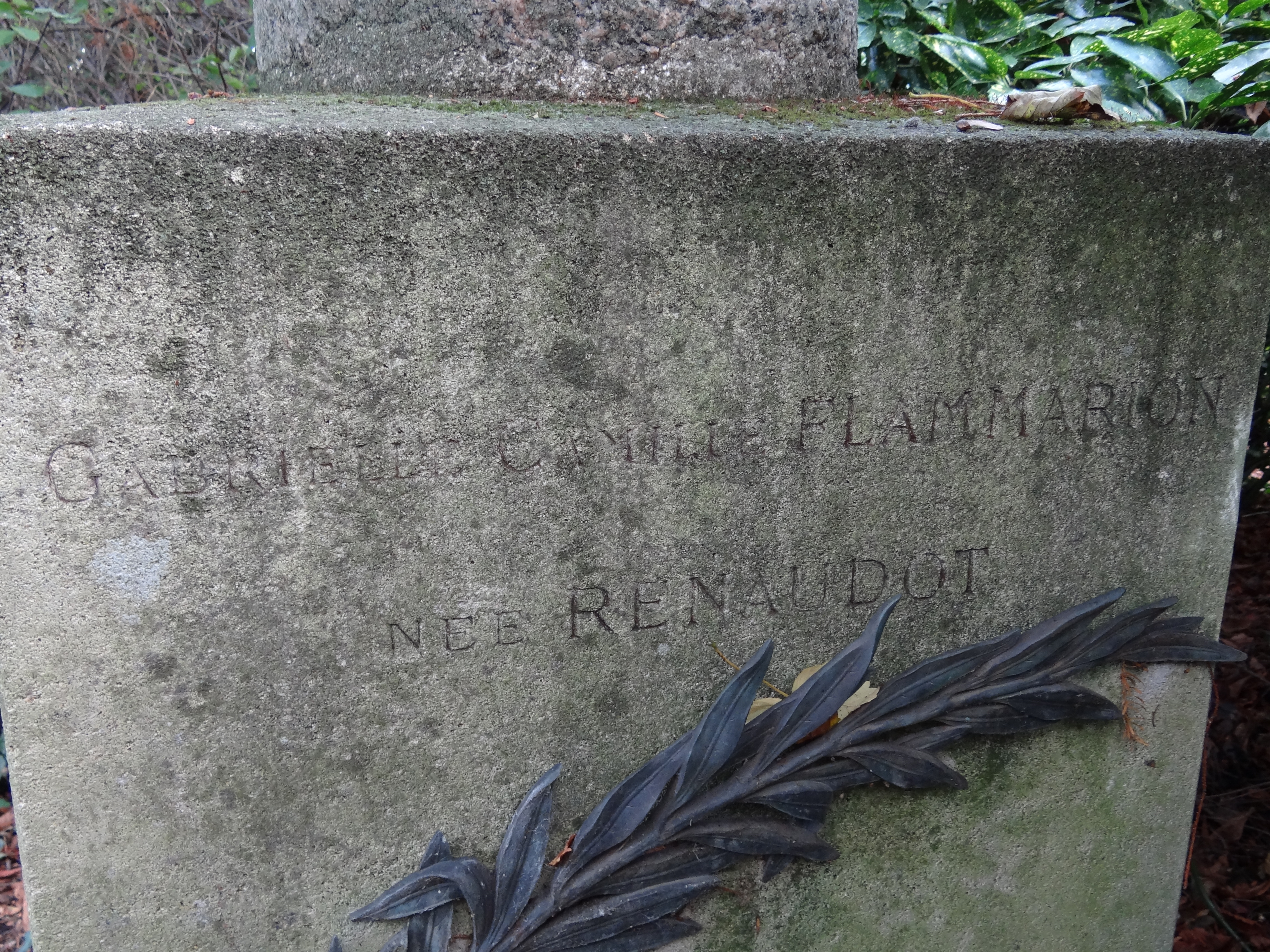

Plusieurs arbres centenaires, plantés par le scientifique, sont encore visibles dans le jardin, ainsi qu'une grotte et qu'un kiosque, bien que vieillissant.

## Contributions scientifiques
Les astronomes qui ont mené des recherches à l'observatoire comprenaient :
- Camille Flammarion, astronome, de 1883 à 1925.
- Ferdinand Quénisset, observateur, de 1891 à 1893[6], puis astronome-adjoint, de 1906 à 1947[7].
- Paul Jeantet, assistant-photographe, de 1895 à 1903[8].
- Eugène Antoniadi, astronome-adjoint, de 1893 à 1902[9].
- Antonin Benoit, astronome-adjoint, de 1902 à 1905[10].
- Gabrielle Renaudot Flammarion, astronome, de 1925 à 1962.

Les résultats de leurs recherches à l'observatoire ont été publiés dans de nombreux articles et photographies dans L'Astronomie, la revue de la Société astronomique de France.

## 605 Juvisia
En 1906, l'astronome allemand Max Wolf découvrit une planète mineure en orbite autour du Soleil et la nomma (605) Juvisia en l'honneur du site de l'observatoire de Flammarion.

## Desserte
Le passage de la Ligne 7 du tramway d'Île-de-France, Observatoire à proximité de ce bâtiment classé et fragile fait débat.

## Galerie

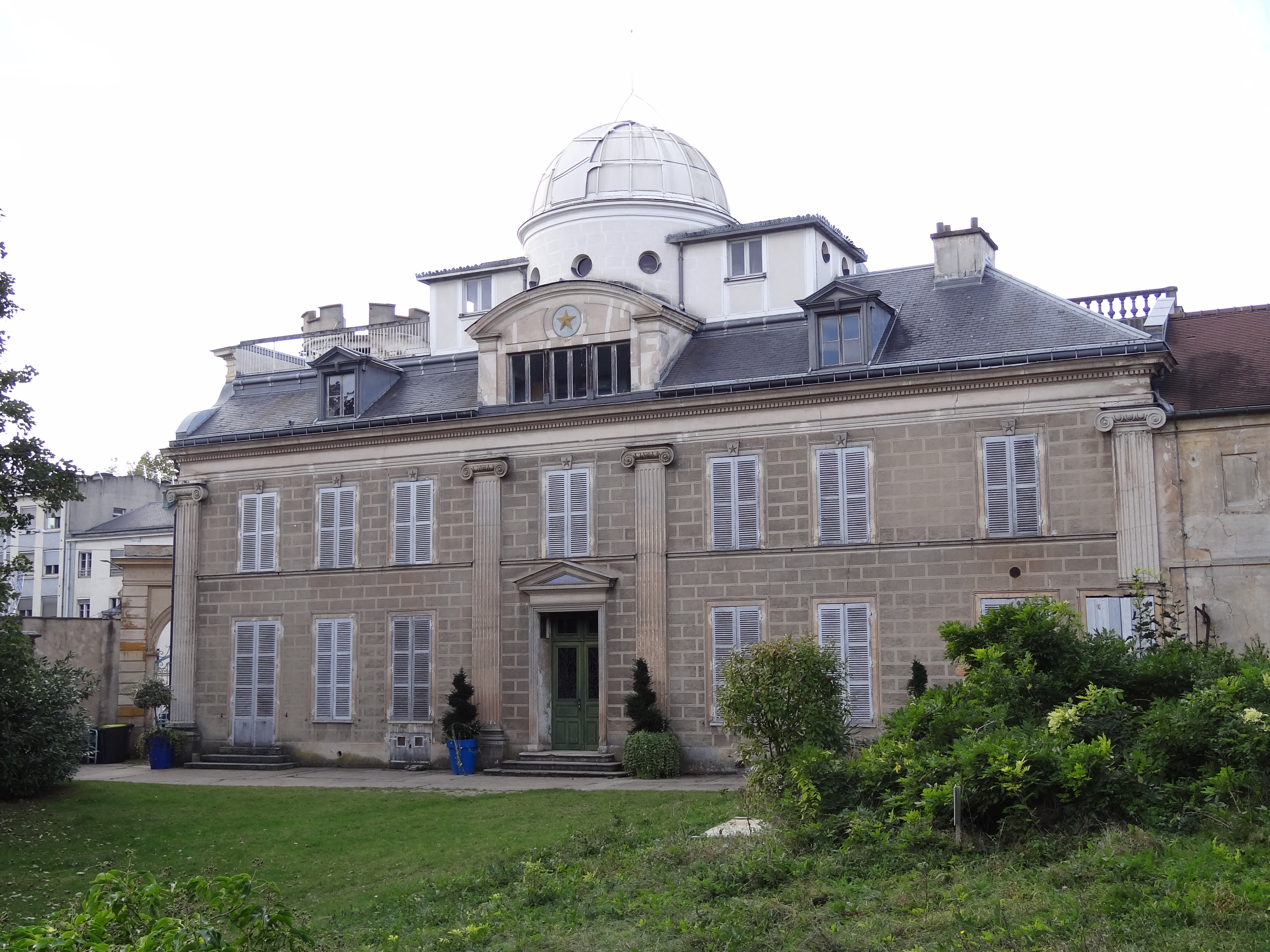
Observatoire de Camille Flammarion
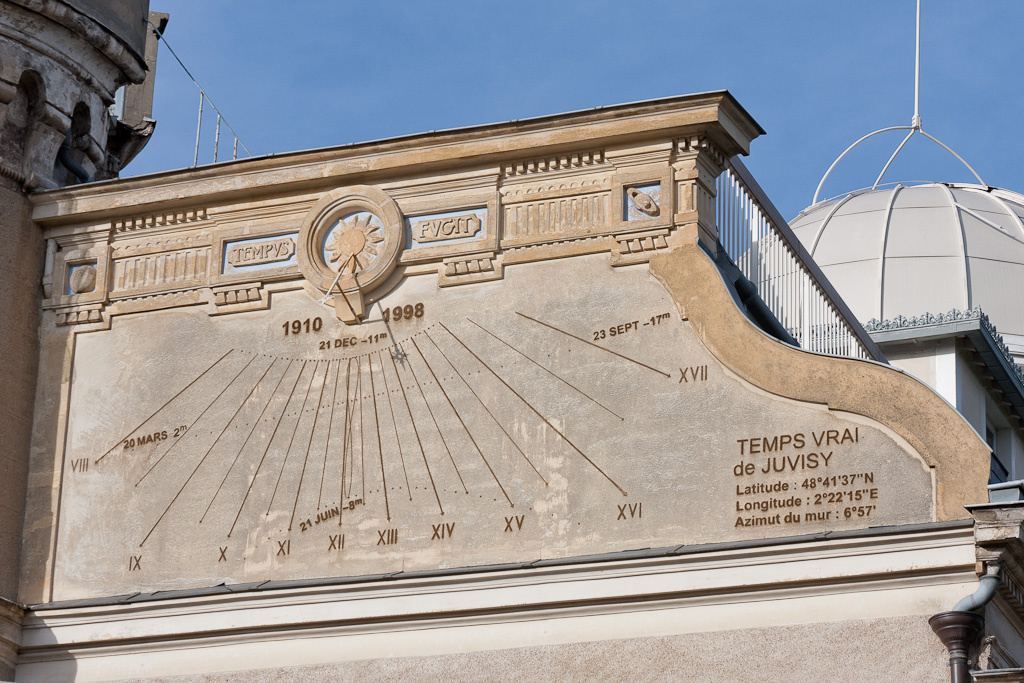
Cadran solaire de l'Observatoire
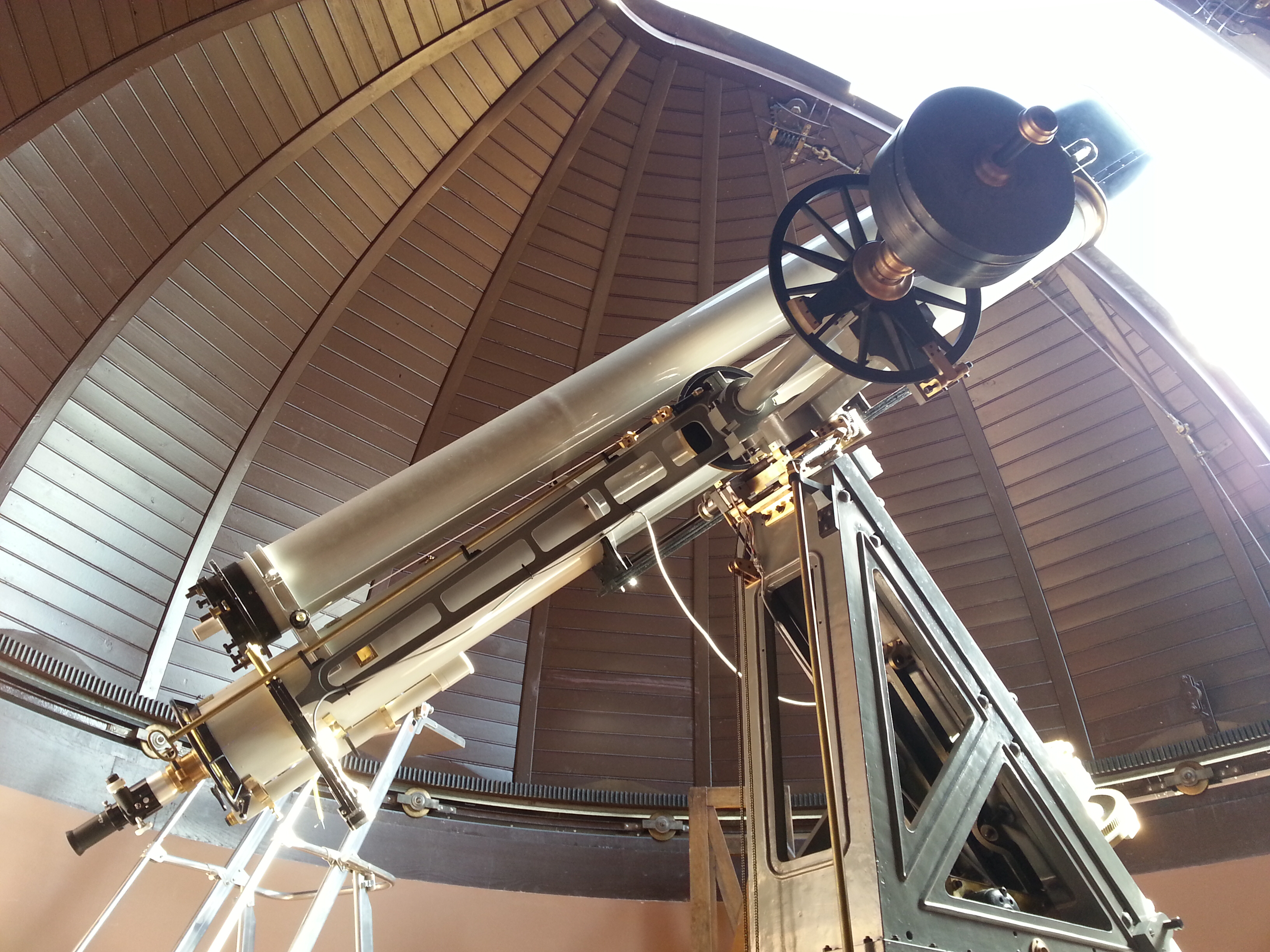
Lunette de Flammarion